# NGC 2419
إن جي سي 2419 المعروف أيضا باسم كالدويل 25 . هو تجمع نجمي مغلق في كوكبة الوشق. وقد اكتشف من قبل ويليام هيرشيل في 31 ديسمبر 1788. إن جي سي 2419 يقع على مسافة تقدر بحوالي 300,000 سنة ضوئية من النظام الشمسي وعلى نفس المسافة من مركز المجرة

## العنقود الهائم
في بداية رصد هذا العنقود لم يكن معروفا انة في مدار حول درب التبانة لذلك منح إن جي سي 2419 لقب المجرة الهائمة Intergalactic Wanderer, المجرات الهيام. يمتد مدار هذا العنقود بعيدا عن مركز المجرة إلى سحابة ماجلان. لكن يمكن اعتبار العنقود تايع لمجرة درب التبانة. ونتيجة لهذة المسافة الهائلة فأن العنقود يحتاج إلى ثلاثة مليارات سنة لكي يكمل دورة واحدة حول المجرة 
إن جي سي 2419 عنقود صغير مقارنة مع العناقيد المشهورة مثل مسييه 13 مع قدر ظاهري يبلغ 9 وقدر مطلق -9.42  ويمكن مشاهدتة في ظروف رصد جيدة بمقراب صغير. يقدر حجم وضخامة العنقود 900000 من حجم الشمس 
كان يعتقد ان إن جي سي 2419 شبية للعنقود أوميجا قنطورس من بقايا مجرة قزمة كروية تفاعلت مع مجرة درب التبانة. لكن الدرسات الاحقة دحضت هذة الفرضية 

## إقراء أيضا
- الوشق (كوكبة)
- قائمة مجرات المجموعة المحلية
- إن جي سي 2683
- إن جي سي 1502